# Acampsohelcon rasnitzini
Acampsohelcon rasnitzini är en stekelart som beskrevs av Vladimir Ivanovich Tobias 1987. Acampsohelcon rasnitzini ingår i släktet Acampsohelcon och familjen bracksteklar. Inga underarter finns listade i Catalogue of Life.